# Heterometrus
Heterometrus, có tên chung là bọ cạp rừng khổng lồ, là một chi bọ cạp thuộc họ Scorpionidae. Nó được phân bố rộng rãi ở khu vực nhiệt đới và cận nhiệt đới Đông Nam Á, bao gồm Campuchia, Lào, Thái Lan, Việt Nam, cũng như Ấn Độ, Sri Lanka, Nepal và Trung Quốc (Tây Tạng). Chi này có một trong các loài bọ cạp lớn nhất còn sống.

## Phân loài
Chi này được giới thiệu bởi C.G. Ehrenberg (trong Hemprich & Ehrenberg, 1828), ban đầu là một phân chi của chi Buthus. Nó đã được nâng thành chi bởi F. Karsch in 1879. 
H.W.C. Couzijn (1978, 1981) đã phân chia chi này thành nhiều phân chi, nhưng F. Kovařík (2004) đã đồng âm hóa các phân chi này với chi được chỉ định.

### Các loài
Nội dung của chi này có thể khác nhau, tùy thuộc vào cơ quan có thẩm quyền. Ít nhất 33 loài được biết đến, nhiều trong số đó có bề ngoài khá tương tự:
- Heterometrus barberi (Pocock, 1900)
- Heterometrus beccaloniae Kovařík, 2004
- Heterometrus bengalensis (C.L. Koch 1841)
- Heterometrus cimrmani Kovařík, 2004
- Heterometrus cyaneus (C.L. Koch, 1836)
- Heterometrus flavimanus (Pocock, 1900)
- Heterometrus fulvipes (C.L. Koch, 1837)
- Heterometrus gravimanus (Pocock, 1894)
- Heterometrus indus (DeGeer, 1778)
- Heterometrus kanarensis (Pocock, 1900)
- Heterometrus keralaensis Tikader & Bastawade, 1983
- Heterometrus laoticus Couzijn, 1981
- Heterometrus latimanus (Pocock, 1894)
- Heterometrus liangi Zhu & Yang, 2007
- Heterometrus liophysa (Thorell, 1888)
- Heterometrus liurus (Pocock, 1897)
- Heterometrus longimanus (Herbst, 1800)
- Heterometrus madraspatensis (Pocock, 1900)
- Heterometrus mysorensis Kovařík, 2004
- Heterometrus nepalensis Kovařík, 2004
- Heterometrus petersii (Thorell, 1876)
- Heterometrus phipsoni (Pocock, 1893)
- Heterometrus rolciki Kovařík, 2004
- Heterometrus scaber (Thorell, 1876)
- Heterometrus sejnai Kovařík, 2004
- Heterometrus spinifer (Ehrenberg, 1828)
- Heterometrus swammerdami Simon, 1872
- Heterometrus telanganaensis Javed, Mirza, Tampal & Lourenço, 2010
- Heterometrus thorellii (Pocock, 1897)
- Heterometrus tibetanus (Lourenço, Qi & Zhu, 2005)
- Heterometrus tristis (Henderson, 1919)
- Heterometrus ubicki (Kovařík, 2004)
- Heterometrus wroughtoni (Pocock, 1899)
- Heterometrus xanthopus (Pocock, 1897)